# 1996年夏季残疾人奥林匹克运动会古巴代表团
1996年夏季残疾人奥林匹克运动会古巴代表团是古巴派出的1996年夏季残疾人奥林匹克运动会代表团。获得8枚金牌和3枚银牌。